# Bunseniet
Bunseniet is een nikkel-oxide-mineraal met de chemische formule NiO. Het is de natuurlijke vorm van de scheikundige stof nikkel(II)oxide.

## Eigenschappen
Het donker geelgroene tot pistachegroene bunseniet heeft een adamantienglans en een bruinzwarte streepkleur. Het kristalstelsel is kubisch-hexoctahedraal. De gemiddelde dichtheid is in de orde van 6,6 en de hardheid is 5,5.

## Naam
Bunseniet is genoemd naar de Duitse scheikundige Robert Bunsen (1811-1899). Bunsen was docent Chemie aan de Universiteit van Heidelberg en is vooral bekend vanwege –eveneens naar hem vernoemde– bunsenbrander.

## Voorkomen
Bunseniet is een zeldzaam mineraal. Volgens Mindat.org is bunseniet wereldwijd op slechts enkele plaatsen gevonden. Naast de typelocatie, het Duitse Johanngeorgenstadt (Saksen), werd bunseniet ook gevonden in Helbra in Saksen-Anhalt, Karasjok in de Noorse Finnmark, in de Aidyrlyarivier in het Russische oblast Orenburg, in de Zuid-Afrikaanse plaatsen Barberton en Vryburg en in het Australische Kambalda.
Bunseniet komt voor in hydrothermale aders. De localiteit in het Zuid-Afrikaanse Barberton zou zelfs afkomstig zijn van metamorfe meteorieten. Mineralen waarmee bunseniet vaak in associatie worden aangetroffen, zijn onder andere zuiver bismut, annabergiet, aerugiet en xanthiosiet in Duitsland; en liebenbergiet, trevoriet, serpentien, ludwigiet, violariet, milleriet, gaspeiet, nimiet en bonaccordiet in Zuid-Afrika.